# Macromitrium involutifolium
Macromitrium involutifolium är en bladmossart som beskrevs av Schwaegrichen 1827. Macromitrium involutifolium ingår i släktet Macromitrium och familjen Orthotrichaceae. Inga underarter finns listade i Catalogue of Life.